# Zimbel

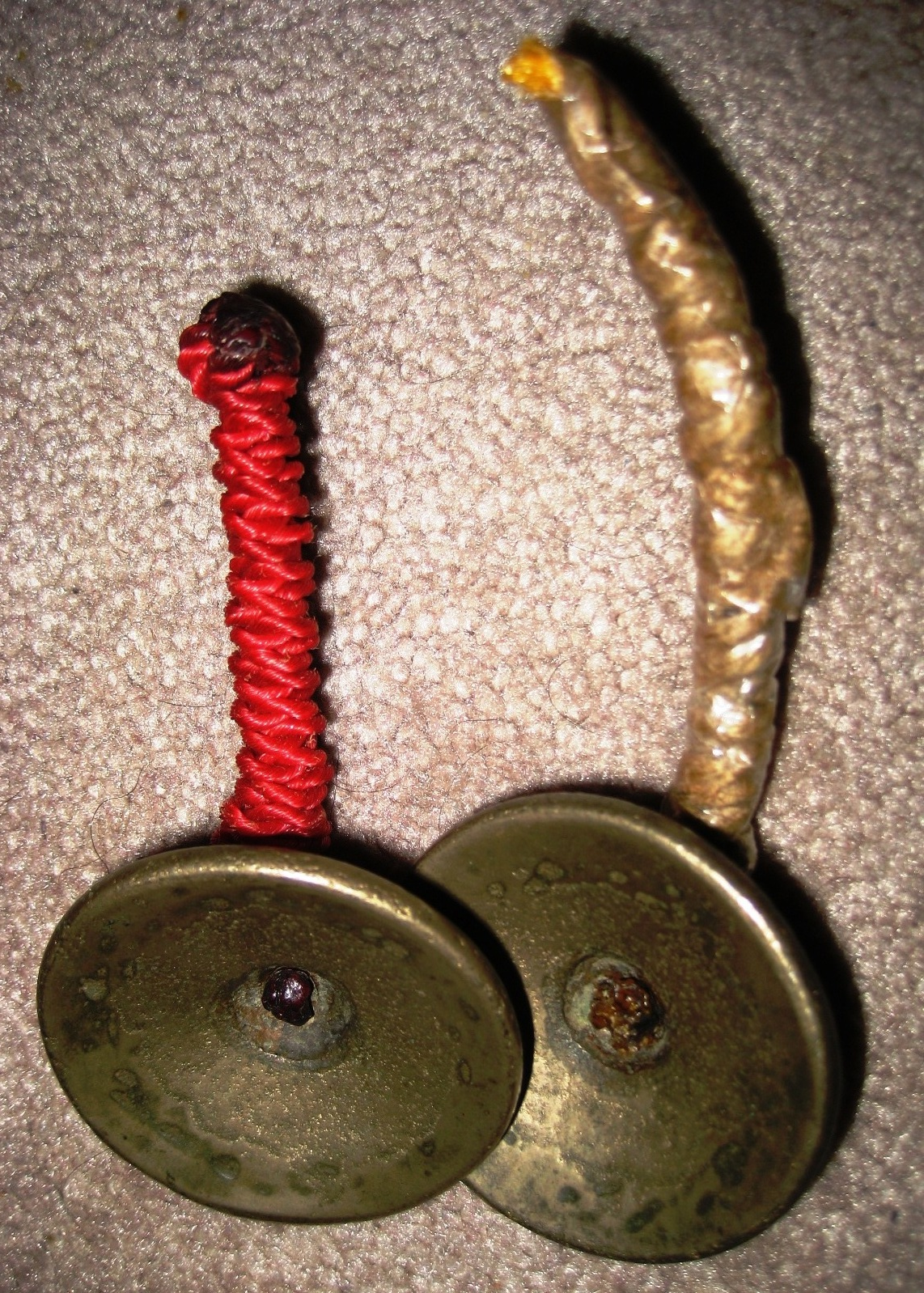
Schwere, tief klingende Handzimbeln (tala), mit denen der Spielleiter des südindischen Tanztheaters Yakshagana den Takt angibt. Durchmesser 5,5 cm

Zimbel (aus altgriechisch κύμβαλον kymbalon über lateinisch cymbalum) und aus demselben Stamm abgeleitete Wortbildungen bezeichnen unterschiedliche Musikinstrumente oder Teile davon. Über das Wortumfeld „Zimbel“ sind Idiophone und Saiteninstrumente sprachlich und in gewisser Weise in ihrer Entwicklungsgeschichte miteinander verbunden:
1. verschiedene, aus kreisrunden aufgebogenen Metallplatten oder ausgehöhlten Metallgefäßen bestehende Idiophone, wobei Zimbel synonym zu kleinen Becken verwendet wird,
2. im europäischen Mittelalter mit einem Hämmerchen angeschlagene Reihen von gestimmten Glocken
3. Saiteninstrumente wie das Cembalo und das Zymbal (auch Zimbal, ungarisch cimbalom), ein ungarisches Hackbrett,
4. zur Orgel gehörende Register und das mechanische Orgelspielwerk Zimbelstern sowie
5. sehr kleine oder tonhohe Glocken.

## Wortverbreitung
Etymologisch zu lateinisch cymbalum, genauer zum Plural cymbala, gehören althochdeutsch zimbala, das im 8. Jahrhundert belegt ist, mittelhochdeutsch der oder das zimbal und zimbel sowie die zimbele. Ab Mitte des 14. Jahrhunderts heißt es frühneuhochdeutsch cimbal, cymbel, zymbel und zimbel sowie parallel mittelniederdeutsch simbalum, simbel(e), zimbell, zymbel und simele. Ins Niederländische ging das Wort als cimbaal und ins Altenglische als cimbal, ins heutige Englische als cymbal ein.

### Antike

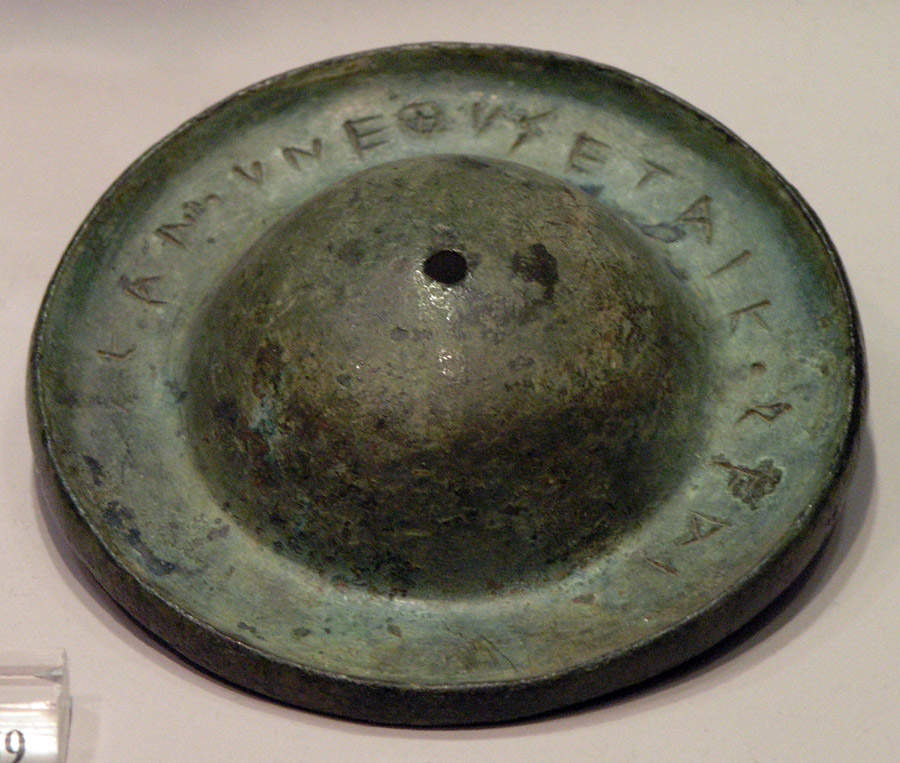
Griechisches kymbalon aus Bronze. Die Inschrift ist die Widmung einer Frau Kamo an die Göttin Kore. 500–480 v. Chr. Archäologisches Nationalmuseum in Athen

Aus der zypriotisch-archaischen Periode ist eine 600 bis 480 v. Chr. datierte Tonfigur erhalten, die stilistisch zu in biblischer Zeit in Palästina entstandenen, grob geformten Figuren von Menschen und Tieren gehört. Die Figur hält zwischen beiden Händen eine senkrechte Scheibe vor der Brust, die als Rahmentrommel gedeutet wurde, aber von der Handhaltung eher einem geschlagenen Paarbecken (Handzimbeln) entspricht. Während eine ähnliche Gruppe von Tonfiguren an ihren langen Haaren als Musikerin (Gottheit, Priesterin) erkennbar ist, die eine Rahmentrommel spielt, stellen die Becken schlagenden Figuren mit Kappen auf dem Kopf und teilweise mit Bärten offensichtlich männliche Musiker dar. Die von Frauen geschlagenen Rahmentrommeln werden in der Hebräischen Bibel als tof und Zimbeln als mesiltayim erwähnt.
Neben Gefäßrasseln aus Ton sind Bronzebecken aus dem eisenzeitlichen Palästina die von Archäologen am häufigsten ergrabenen Musikinstrumente. Die frühesten Funde von einzeln oder paarweise erhaltenen Zimbeln stammen aus dem 12./11. Jahrhundert v. Chr. Im Mischnatraktat Arachin heißt es, eine Bronzezimbel aus der Zeit von Mose sei kaputtgegangen und man habe Handwerker aus Alexandria in Ägypten herbeordert, aber ihre Reparatur hätte nicht geholfen. Erst nach Wiederherstellung des ursprünglichen Zustandes hätte die Zimbel wieder angenehm geklungen. Curt Sachs (1940) zufolge bedeutet diese Passage nicht, dass die Zimbeln aus Ägypten kamen, wo sie archäologisch erst seit der Zeitenwende gesichert sind.
Die älteste der biblischen Bezeichnungen für metallene Schlaginstrumente ist selselim, die im Alten Testament nur im Plural für etwas vorkommt, das bei einer religiösen Zeremonie zusammengeschlagen wird, möglicherweise war es eine metallene Rassel. Das Wort geht nach Curt Sachs (1940) auf das hebräische Verb salal, „zusammenschlagen“ mit der Pluralendung -ayim zurück. Mit selselim sprachverwandt sind türkisch zil und arabisch salasil für Fingerzimbeln und sil-(sngan) für in der tibetischen Ritualmusik gespielte Paarbecken.
Das mit „Zimbeln, Becken“ übersetzte Wort mesiltayim erscheint im Alten Testament erst seit der nachexilischen Zeit (nach 600 v. Chr.). Das im  Dual stehende mesiltayim hat einen onomatopoetischen Charakter und ist sprachlich ebenfalls mit selselim verbunden. Die Konsonantenwurzel des zugrundeliegenden Verbs ist slsl, „klingen, klingeln“. Sämtliche Übersetzungen von mesiltayim bedeuten „Zimbeln, Becken“: ugaritisch mzlt, in der Septuaginta kymbalon und in der Vulgata cymbala. Das mesiltayim war ein Ritualinstrument, das nur von Leviten beim Tempeldienst verwendet wurde, niemals von Frauen.
Das altgriechische kymbalon (κύμβαλον, Plural κύμβαλα, kymbala) ist ein Diminutiv von kýmbos (κύμβος), „Hohlgefäß, Schale“. Das von kymbalon abgeleitete lateinische cymbalum wurde meist im Plural (cymbala) verwendet und bezeichnete kleine, paarweise zusammengeschlagene flache oder becherförmig aufgebogene Bronzeteller, die im Römischen Reich zusammen mit dem Rohrblattinstrument aulos und der Rahmentrommel tympanum in der religiösen Kultmusik, besonders in dem um 200 v. Chr. aus Kleinasien eingeführten Kybele- und Attiskult verwendet wurden. Daneben gehörten cymbala mit hölzernen Klappern (krotala), Rahmentrommeln und Blasinstrumenten zur Tanzmusik in den Tavernen und auf den Straßen.
An einer Stelle, in 1 Kor 13,1 , wird cymbalum im Neuen Testament als Zimbel erwähnt, zusammen mit einem „tönenden Erz“, womit entweder ein Gong oder ein Instrument zur Verstärkung der Stimme eines Sängers oder Schauspielers gemeint gewesen sein könnte.

### Mittelalter

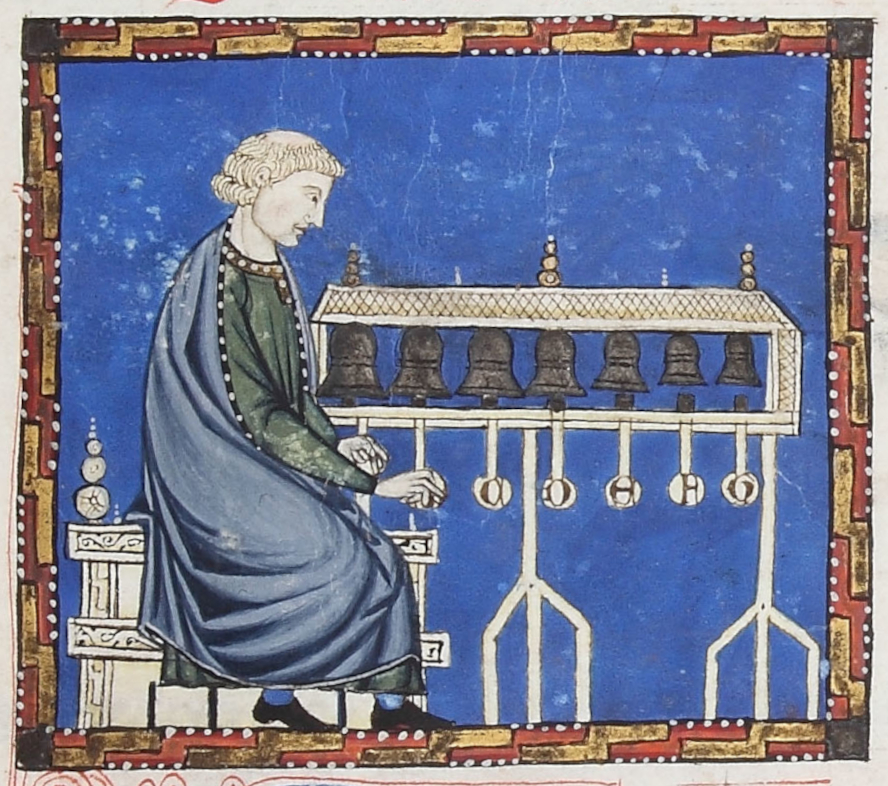
Rahmen mit einer Reihe gestimmter Glocken. Miniatur in den Cantigas de Santa Maria, Mitte 13. Jahrhundert

Die Bezeichnung für ein alttestamentliches und in griechisch-römischen Kulten paarweise verwendetes Becken erhielt im Mittelalter eine andere Wortbedeutung. Das Wortumfeld „Zimbel“ für ursprünglich gegeneinander geschlagene Idiophone stand nun für eine Reihe kleiner Glocken, die von außen mit einem Hämmerchen angeschlagen wurden. Auf Abbildungen ist ein einfaches Glockenspiel aus vier bis acht Glocken in einem Rahmen zu erkennen. Der wesentliche bedeutungsmäßige Unterschied ist der Übergang von einem Rhythmusgeber mit unbestimmter Tonhöhe zu einem Melodieinstrument, das schriftlichen Quellen zufolge eine diatonische Tonfolge mit dem Grundton C produzierte und mit der Kirchenorgel zusammen eingesetzt werden konnte. In einem um 900 entstandenen Manuskript aus der Gegend von St. Gallen werden erstmals kleine Glocken als cymbala bezeichnet. Zum üblich werdenden Einsatz von Orgeln in Kirchen um das 12. Jahrhundert gehörten wie selbstverständlich auch cymbala, wie der lateinische Ausdruck organa cum cymbalis zeigt, bis die Glocken im späten Mittelalter weniger verwendet wurden. Aus der Kombination von Orgeln und Zimbeln (Glocken) ging mit der Renaissance im 15. Jahrhundert die neue Bedeutung von cymbala als Orgelregister hervor.
Cymbala war im Mittelalter die einzige Bezeichnung für eine Reihe von in einem Rahmen aufgehängten Glocken, was deren rituelle Bedeutung gegenüber unterschiedlich benannten sonstigen Klangerzeugern hervorhebt. Über die spirituelle Bedeutung der Glocke hinaus waren die cymbala Symbole für den christlichen Gottesdienst. Dies kommt in Psalm 150 („Das große Halleluja“) zum Ausdruck, wo es zum abschließenden Höhepunkt des Gotteslobes nach den zuvor genannten Musikinstrumenten heißt: „Lobet ihn mit hellen Zimbeln, lobet ihn mit klingenden Zimbeln!“ Frühe Kommentatoren dieses Psalms setzten die Zimbeln mit der Zunge und den Lippen (der betenden Gläubigen) gleich. Der römische Kirchenlehrer Augustinus von Hippo (354–430) formuliert dies so: Cymbala invicem se tangunt, ut sonent; idem a quibusdam labiis nostriis comparata sunt. („Die Becken berühren einander, so dass sie erklingen; eben dies lässt sich mit manchen von unseren Lippen vergleichen.“) Augustinus meinte offenbar mit den cymbala die zu seiner Zeit wie heute verwendeten Becken, die gegeneinander geschlagen werden. Spätere Autoren übernahmen diese Symbolik ohne erkennen zu lassen, ob entsprechende Zimbeln zu ihrer Zeit noch verwendet wurden. Der Ausdruck organa cum cymbalis ist auch in einem Begrüßungslied von 829 für Walahfrid Strabo, den Abt des Klosters Reichenau enthalten.
Ein Wörterbuch des 10. Jahrhunderts übersetzt mittellateinisch campana zu altenglisch cimbala. Anders als bei den mittellateinischen Bezeichnungen für „Glocke“ wie campana und clocca gibt es für cimbala/cymbala keine Wortzusammensetzungen oder abgeleiteten Wörter etwa in der Bedeutung „Glockenspieler“ oder „Glockenturm“. Aus den Texten geht auch nicht hervor, wie die cymbala verwendet wurden. Ab dem 11. Jahrhundert steht das Singularwort cymbalum gelegentlich für die Stundenglocke oder die Glocke des Refektoriums in einem Kloster. In diesen Fällen handelt es sich um einzelne Signalinstrumente und nicht um in Reihen aufgehängte gestimmte Glocken. Die bis zu 15 Glocken in einer Reihe werden in einigen illuminierten Manuskripten vom 10. bis zum 14. Jahrhundert von David und einigen Begleitmusikern gespielt, wo sie den „Psalmeninstrumenten“ zugerechnet werden („Psalter“ und „Harfe“, in der hebräischen Bibel eigentlich nevel und kinnor). Häufig finden sie sich in Miniaturen des E-Initials im Vulgata-Psalm 80 und in den Illustrationen der Sieben freien Künste (artes liberales). In schriftlichen Quellen kommen die Zimbeln dagegen seltener vor. Eine Ausnahme bildet die Sammlung musiktheoretischer Handschriften mensura cymbalorum, in denen die zuerst von Pythagoras anhand des Monochords erklärten physikalischen Gesetze der Tonbildung auf Saiteninstrumente, Blasinstrumente und Idiophone einschließlich Glöckchen angewandt werden.
Nochmals werden cymbala in einem deutschen Lateinwörterbuch aus dem 15. Jahrhundert erwähnt: Cimbalum / cimbel est instrumentum habens multas campanellas..., „Das cimbalum ist ein Instrument mit vielen Glocken...“. Der französische Gelehrte Jean Gerson (1363–1429) beschreibt hingegen in seinem in den 1420er Jahren verfassten mittellateinischen Tractatus de Canticis („Abhandlung über die Lieder“) cymbala, „die erklingen, wenn sie zusammengeschlagen werden“, als Zimbeln nach heutigem Verständnis, die er von campanae (Kirchenglocken) und von campanulae pro melodia („kleine Glocken zum melodischen Spiel“) unterscheidet.
Ebenso schwer erklärlich wie die Bedeutungveränderung des Wortumfelds „Zimbel“ von Gegenschlagbecken zu Glocke erscheint die Erweiterung der Bezeichnung auf Saiteninstrumente. Klaus-Jürgen Sachs (2016) nimmt an, dass die Klangeigenschaften kleiner Glocken und damit der Name cymbala assoziativ auf Paarbecken (cymbales) und weiterhin auch auf Saiteninstrumente wie das clavicymbalum, Vorläufer des Cembalo, und das Hackbrett cimbalom (Zymbal) sowie auf das Orgelregister Zimbel, damit auf ein Blasinstrument, übertragen wurden. Der französische Musiktheoretiker Marin Mersenne (1588–1648) erwähnt in Harmonie universelle (1636) cymbale nicht nur als Orgelregister, sondern auch als Triangel mit Klirrringen.
In den Intermedien für La pellegrina, musikalischen Zwischenspielen für eine 1598 in Florenz aufgeführte Komödie, wurde ein Musikinstrument namens cembalino verwendet, von dem unter Musikwissenschaftlern Uneinigkeit herrschte, ob es sich um gestimmte Glocken, ein kleines Tasteninstrument (als Abkürzung für clavicembalo), ein Hackbrett oder – unwahrscheinlich – um eine kleine Rahmentrommel handelte. Nach wie vor unklar ist der Zeitpunkt, ab wann der italienische Name cembalo (mittellateinisch cymbala) nicht mehr gestimmte Glocken, sondern nur noch ein Tasteninstrument mit Saiten bezeichnete. Percival Price (1964) antwortet auf die Diskussion um die Doppelbedeutung des Namens cembalo, dass es einer Miniatur in den Cantigas de Santa Maria zufolge in der zweiten Hälfte des 13. Jahrhunderts bereits ein Musikinstrument gab, bei dem eine Reihe von Glocken über Tasten angeschlagen wurden. Dieses Tasteninstrument hat nichts mit dem später eingeführten Klaviaturglockenspiel zu tun, bei dem wie bei einem Glockenspiel Metallplatten angeschlagen werden, sondern lebt in den heute an Fassaden oder in Kirchtürmen angebrachten Carillons fort.
Clavicymbalum oder clavicembalo (deutsch Klavizimbel) ist aus lateinisch clavis, „Schlüssel“, dann mittellateinisch „Taste“, und lateinisch tympanum, „Rahmentrommel“, im Mittelalter das mit Klöppeln geschlagene Hackbrett, zusammengesetzt. Der Name tympanum für das Hackbrett wurde zu cymbalum umgebildet, mit dem volksetymologischen Bezug auf den hellen Klang der beiden Schlaginstrumente. Cymbala und seine italienische Entsprechung cembalo durchliefen somit eine Entwicklung von einer Reihe mit einem Hämmerchen in der Hand angeschlagenen Glocken zum selben, mit einer Tastatur bedienten Musikinstrument und von einem Hackbrett, bei dem die Saiten von Hämmerchen in den Händen angeschlagen werden, zu einem Tasteninstrument mit mechanisch angerissenen Saiten. Der Übergang von Glocken zu Saiten führte zunächst zu einfacheren und preisgünstigeren Musikinstrumenten und bald zu den neuen klanglichen Möglichkeiten des Cembalos.

## Becken

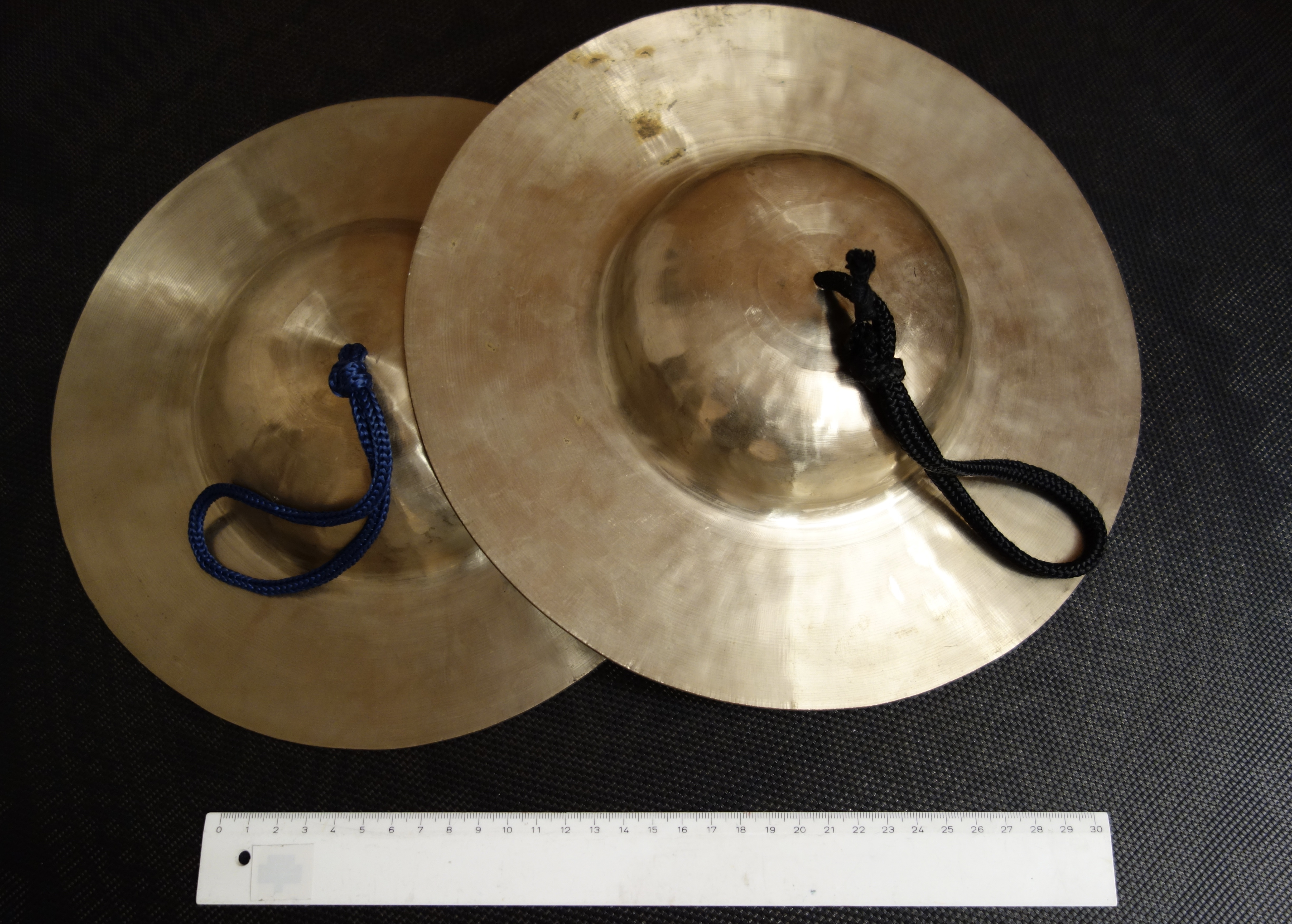
Nepalesische kleine Paarbecken jhyali, Durchmesser 23 Zentimeter

Zimbel in der Bedeutung von „Becken“ steht im Deutschen üblicherweise für gegeneinander geschlagene kleine Paarbecken, während das englische cymbal, das französische cymbale und das lautmalerische italienische cinelli generell Becken jeder Größe bezeichnen. Letzteres Wort gelangte als Tschinellen in die österreichische und süddeutsche Umgangssprache. Die früher auch im Deutschen gebräuchliche Schreibweise Cymbal ist veraltet.

### Herkunft
Der Ursprung der Zimbeln hängt mit der Herstellung von Bronze zusammen und wird in China, Indien oder dem Nahen Osten vermutet. Im Alten Testament werden mehrfach in Psalmen die Musikinstrumente des israelitischen Tempelkults erwähnt, zu denen neben den beiden Leiern (kinnor und nevel) Trommeln (tuppim), Trompeten (chasosrah), Hörner (schofar), Schüttelidiophone aus Ton (menaaneim), Klappern (?) (asey broschim) und Zimbeln (mesiltayim) gehörten. Im antiken Griechenland waren die kymbala metallene Becken, die gelegentlich in den Ritualen für die Göttinnen Artemis, Athene und Persephone gebraucht wurden. Das cymbalum (auch tintinnabulum) in lateinischen Texten bezeichnete nicht Becken, sondern Handglocken, die ursprünglich lediglich bei Wettkämpfen als Signalinstrumente verwendet wurden. In griechischer und römischer Zeit war in der dionysischen Kultmusik das Zusammenspiel von Zimbeln und gedoppelten Rohrblattinstrumenten auloi, seltener mit Querflöten plagiauloi, beliebt. Mehrere Darstellungen von römischen Tänzerinnen mit Fingerzimbeln sind unter anderem auf Mosaiken aus Rom, Belgien und Bulgarien zu finden.

### Klassifizierung

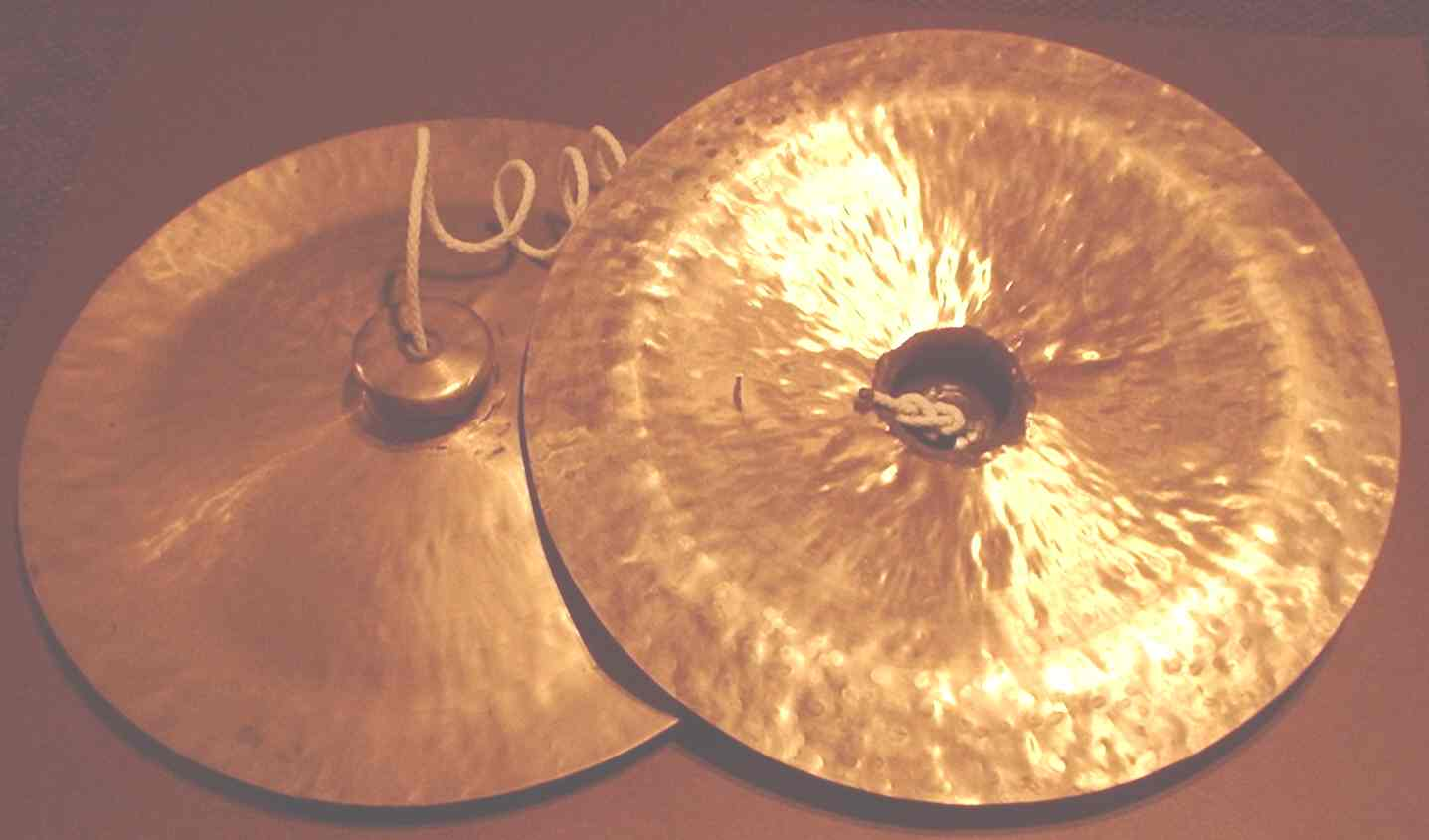
Durch Treiben ausgebogene chinesische Paarbecken nao, Durchmesser 35 Zentimeter

Becken werden nach der Hornbostel-Sachs-Systematik als „ausgebogene Gefäßklappern“ definiert und bilden dort eine Untergruppe der Gegenschlag-Idiophone oder Klappern, also zweier selbstklingender Teile, die gegeneinander geschlagen werden. Mit „ausgebogen“ sind flach gewölbte Platten gemeint, die von den schalenförmigen Körpern, also den „ausgehöhlten Gefäßklappern“ unterschieden werden. Eindeutig zur ersten Gruppe können die Paarbecken gezählt werden, die in vielen Kulturen in der Unterhaltungsmusik und rituellen Musik eingesetzt werden. Handzimbeln heißen diese Instrumente, weil sie mit beiden Händen zusammengeschlagen werden. Eine Sonderform stellen die crotales (auch antike Zimbeln, italienisch crotali oder cimbali antichi) dar, die aus einer Reihe von gestimmten kreisrunden flachen Bronze- oder Messingplatten bestehen. Zur zweiten Gruppe der Gegenschlag-Idiophone gehören kleinere Hohlformen wie die meist hölzernen, in der spanischen Tanzmusik unentbehrlichen Kastagnetten oder die eisernen, im Maghreb gespielten qaraqib (Singular qarqaba).
Nach der Hornbostel-Sachs-Systematik werden unter dem Begriff Becken nur die paarweise gespielten Platten unabhängig von ihrem Material zusammengefasst. Außerhalb dieser Einteilung versteht man heute unter Becken Aufschlagidiophone, genauer, die mit nichtklingenden Werkzeugen wie Schlägeln, Besen oder den Händen geschlagenen, einzeln aufgehängten Metallplatten, sowie die paarweise an einem Ständer befestigten und mit einem Pedal bedienten Hi-Hat beim Schlagzeug. Das Wort Zimbel hat im Deutschen gegenüber dem englischen cymbal eine Eingrenzung erfahren, indem es überwiegend als Kurzform für Handzimbel (Paarbecken) oder für sehr kleine Becken verwendet wird, die an zwei Fingern befestigt mit einer Hand zusammengeschlagen werden und aus Metall bestehen.
Zimbeln, die an den Enden zweier federnder Metallbügel befestigt sind und durch Zusammendrücken der Bügel geschlagen werden, heißen Gabelbecken. Ein typisches Gabelbecken ist die chimta im nordwestlichen Indien.

### Handzimbeln

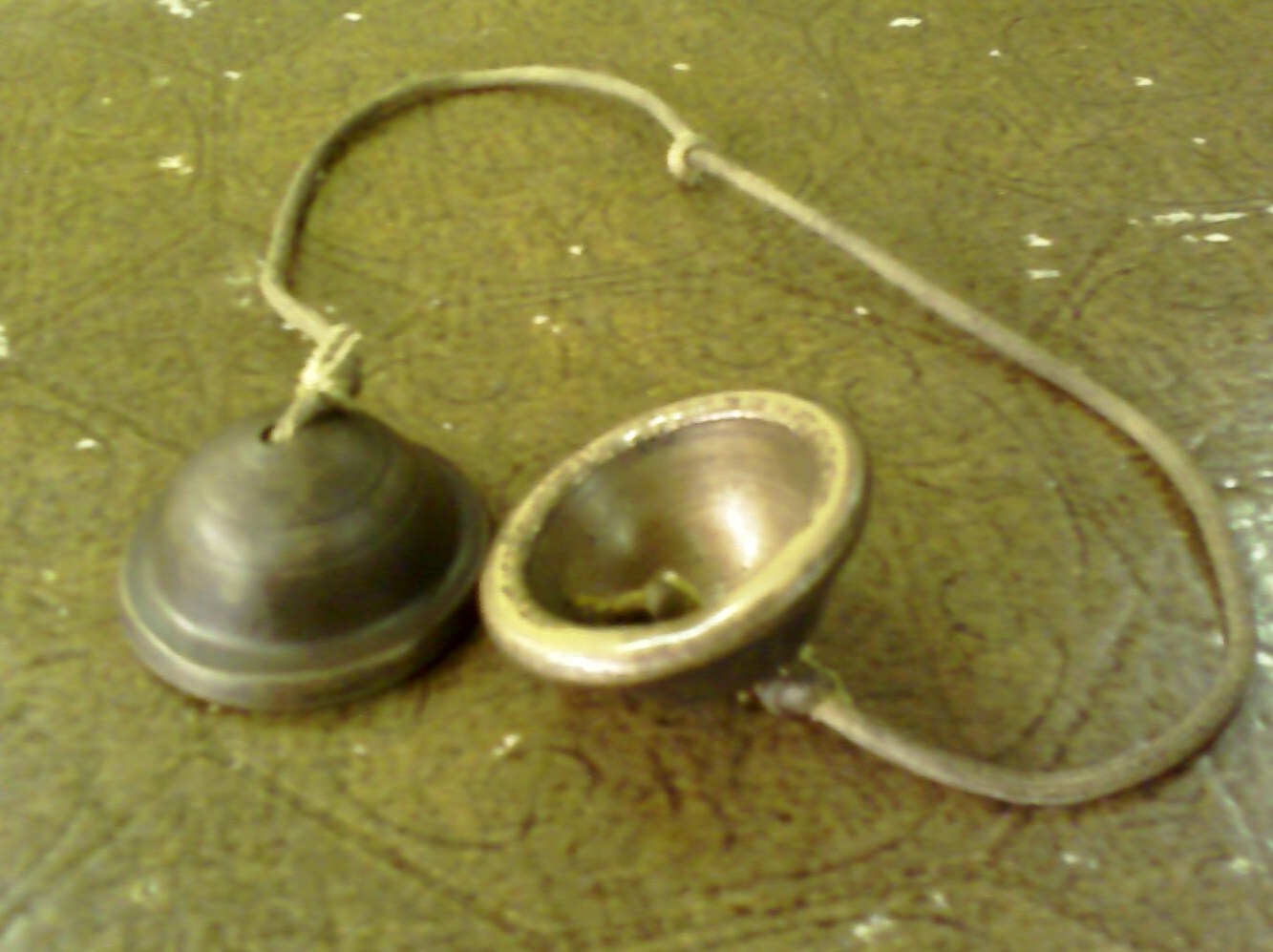
Thailändische ching

Die mit beiden Händen gespielten Becken besitzen in der Mitte einen Buckel mit einem kleinen Loch oder eine Öse, durch die eine Schnur oder ein Lederband gezogen ist, an dem sie festgehalten werden. Im Artikel Paarbecken werden sie ausführlich behandelt.
Tingsha sind kleine, mit Tibet assoziierte Zimbeln aus dem Esoterikbereich, die über ein Lederband miteinander verbunden sind und mit beiden Händen an den Rändern angeschlagen werden. In der tibetischen Musik werden nur die kleinen, flach gebuckelten Becken sil sngan (sil-snyan) gespielt. Sie werden wie praktisch alle Handzimbeln senkrecht gehalten.
Die in China häufigeren Paarbecken bo sind an ihrem breiten Rundbuckel in der Mitte erkennbar. Der Durchmesser der in der Peking-Oper verwendeten jingbo beträgt 15–20 Zentimeter. Hiervon unterscheiden sich die mit typischerweise 40–65 Zentimetern größeren nao mit einem kleinen rechtwinkligen Buckel in der Mitte.
Ceng-ceng sind kleine bronzene Becken, die im Gamelan von Java, Bali und in der Musik von Lombok gespielt werden. Ching heißen Messingzimbeln, die in Thailand den Takt halten. Im Mor Lam im Nordosten Thailands (Isan) und in Laos begleiten sie in dieser Funktion die Mundorgel khaen.
In Indien werden abgesehen von den bartal im Nordosten selten große Becken gebraucht. In devotionalen Gesangsstilen (bhajan und kirtan), zur Begleitung von Volkstänzen und in den Gesängen von Bettlern geben kleine, mit einer Schnur verbundene Zimbeln den Rhythmus für den Sänger vor. Die am häufigsten verwendeten kleinen Zimbeln sind schalenförmig und haben Durchmesser bis zu fünf Zentimeter. Die Namen indischer Zimbeln sind regional unterschiedlich: Kleinere heißen manjira, jalra, jhallari, kartal, elathalam oder kulittalam, größere Zimbeln jhanj, jhallari, brhattalam oder brahmatalam. Die allgemeine Bezeichnung für indische Zimbeln, tal, taal, tali oder talam, ist von Sanskrit tala („Handfläche, klatschen, Metrum“) hergeleitet. Tala bedeutet die rhythmische Struktur der indischen Musik.

### Fingerzimbeln

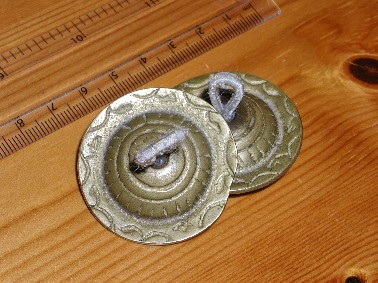
Ägyptische Fingerzimbeln sāgāt

Bei diesen kleinen Zimbeln kommt es nicht darauf an, ob sie ausgehöhlt oder ausgebogen sind. Nach der Spielweise werden sie auch genauer als Fingerzimbeln (englisch finger cymbals) bezeichnet. Während Handzimbeln nur bei der Prozessionsmusik mitgetragen werden können, sind die auch in schneller Bewegung spielbaren kleineren Fingerzimbeln bei vielen orientalischen Tänzen im Einsatz. Fingerzimbeln werden üblicherweise vierteilig an Daumen und Mittelfinger beider Hände zugleich gespielt.
Vom Maghreb bis in den Orient gibt es zahlreiche Frauen-Gruppentänze, die zur Unterhaltung, bei Hochzeiten und anderen festlichen Anlässen aufgeführt werden. Frauentänze spielen auch in volksislamischen Zeremonien eine große Rolle. In Marokko und Tunesien erzeugen die Tänzerinnen bei den Derdeba- bzw. Stambali-Tanzzeremonien den Rhythmus mit qaraqib, weiter östlich werden diese Eisenklappern durch Zimbeln ersetzt, die in Ägypten sagat (sāǧāt), in der Türkei zil und im Iran und im südlichen Zentralasien zang genannt werden. In osmanischer Zeit klapperten çengi genannte Tänzerinnen mit Kastagnetten (çarpara); tanzten sie mit Fingerzimbeln, hießen die Frauen kâsebaz.
Eine besondere Klasse von Sängerinnen und Tänzerinnen, die gawāzī (Singular gāziya) genannt wurden und teilweise ihren Beruf mit Prostitution kombinierten, trat im 19. Jahrhundert in ägyptischen Städten bei Familienfeiern und zur Unterhaltung von Männern in den Häusern auf, ferner auf Jahrmärkten anlässlich der Wallfahrt zusammen mit Wahrsagerinnen und Gauklern. Auf zeitgenössischen Abbildungen sind sie mit sāgāt in den Händen und freizügig bekleidet zu sehen. Europäische Reisende berichteten empört über die Sittenlosigkeit. 1834 verbot die ägyptische Regierung die öffentlichen Straßenauftritte dieser gesellschaftlich verachteten, aber häufig wirtschaftlich erfolgreichen Frauen. Im Unterschied zu den unverschleierten gawāzī galten die ʿawālim (Singular ʿālima) als sittsame und gebildete Sängerinnen. Ihnen war auch der Zugang zu den Herrenhäusern erlaubt, wo sie gegen hohe Entlohnung hinter einer Trennwand die Gäste unterhielten. Tänzerinnen in ägyptischen Städten werden heute unterschiedslos als ʿalma bezeichnet. Männliche Tänzer und sāgāt-Spieler, die in Ägypten bei Zar-Kulten teilnehmen, heißen abū ʾl-gēt. Hierbei soll ein überwiegend Frauen besessen machender Geist besänftigt werden. Jeder Geist wird mit der für ihn charakteristischen Musik angesprochen. Neben Männern mit sāgāt und der Längsflöte nay spielen Frauen die Rahmentrommeln mazhar und riq sowie die Bechertrommel darbuka.
Bei Unterhaltungstänzen verwendete Fingerzimbeln in der koreanischen Kultur aus leicht gebogenem Messing oder Bronze heißen tongbal. Größere Handzimbeln (chabara) kommen dort bei buddhistischen Zeremonien zum Einsatz.

## Saiteninstrumente

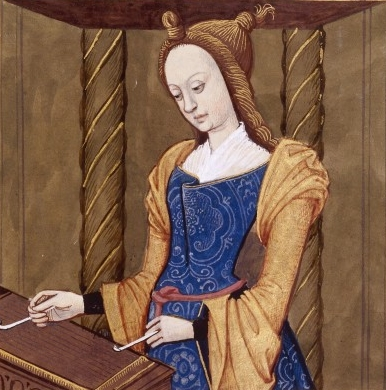
Kassandra, Tochter des mythischen Königs Priamos in Gestalt einer italienischen Hackbrettspielerin. Miniatur aus De mulieribus claris, 15./16. Jahrhundert

Das Cembalo gehört zu den zusammenfassend als Zupfklavier bezeichneten Tasteninstrumenten, bei denen die Saiten mit einem Plektrum angerissen werden. Eine andere Bezeichnung ist Kielklavier, weil das Plektrum meistens aus einem Vogelkiel hergestellt wird.
Das europäische mittelalterliche Hackbrett hat die Bauform einer Kastenzither, die im Nahen Osten entwickelt wurde und in der persischen Musik als santur bekannt ist. Eine vergrößerte Weiterentwicklung in Ungarn stellt das Zymbal (cimbalom) dar. Wann der Name cimbalom in die ungarische Sprache einging, ist unklar. Die beiden Varianten des cimbalom heißen kiscimbalom („kleines Hackbrett“) und nagycimbalom („großes Hackbrett“), letzteres wurde in den 1870er Jahren aus dem kleinen Hackbrett entwickelt. Der ungarische Name cimbalom taucht erstmals in der Bibelübersetzung Bécsi kódex aus dem 15. Jahrhundert auf. Darin bezeichnet cimbalom noch ein Beckenpaar, hebräisch mesiltayim. Im Verlauf des 16. Jahrhunderts wird unter cimbalom ein Hackbrett verstanden. So wird 1564 ein Hackbrettspieler namens Emericus literatus Cymbalista erwähnt und 1578 verwendet Bischof Péter Bornemisza das Wort cimbalom für „Hackbrett“. Im Jahr 1596 berichtet der kroatische Graf Juraj Zrinski (ungarisch Zrínyi György) von zwei in Pécs aufgegriffenen Zigeunermusikern, von denen einer ein czimbaliom nicht mit Klöppeln schlug, sondern dessen Saiten mit den Fingern zupfte.
Aus dem ungarischen cimbalom gelangte der Instrumentenname für Glocke oder Hackbrett in mehrere slawische Sprachen: russisch cymbály (цымбалы, „Hackbrett“), polnisch cymbaly („Hackbrett“), tschechisch cymbál, meist im Plural cymbály (in der Hand gehaltene klöppellose Glocke) und slowakisch cimbal („Hackbrett“, Hackbrettspieler cimbalista). Im 18. und 19. Jahrhundert bezeichneten slowakisch cimbale, cimbaly oder cymbalky meist Glocken oder Becken. In die rumänische Sprache wurde der Name des Hackbretts als ţambal (auch ţimbală, ţîmbulă, ţimblon) in Rumänien und als ţimbal in der Republik Moldau übernommen.
Parallelen für die Namensgleichheit von Musikinstrumenten unterschiedlicher Kategorien finden sich unter anderem im Arabischen. In der frühen arabischen Literatur wird jede Art von Becken (Glocke, Klapper) als sandsch (sanǧ, Plural sunūǧ) bezeichnet. Die Quellen berichten, das Wort stamme aus dem Persischen und das Instrument sei seit vorislamischer Zeit bekannt. Sandsch ist von persisch tschang (čang) abgeleitet, das auch „Harfe“ bedeutet. Zum Bedeutungsumfeld von kūba gehörten sowohl die arabische Trommel ṭabl als auch die Saiteninstrumente al-ʿūd und barbat. In einem anderen Fall bezeichnet ein arabischer Begriff gleichermaßen Blasinstrumente und Saiteninstrumente. Auf den Konsonantenstamm z-m-r gehen sowohl das Rohrblattinstrument mizmār als auch ein Saiteninstrument namens zamr (Plural zumūr) zurück. In der arabischen Musik richten sich die Namen der Musikinstrumente weniger nach der Art der Tonerzeugung, sondern nach ihrer musikalischen Funktion. Dies macht für den arabischen Raum die Namensähnlichkeit unterschiedlicher Instrumentengattungen erklärbar.

## Orgel
Ein Orgelregister mit der höchsten Mixturstimme wird Zimbel genannt. Ihr Klang soll „glitzernd“ sein. Ein ebenfalls sehr hoch tönendes Register ist das Scharf. Eine weitere Bezeichnung für ein die Klangkrone bildendes Register ist Scharfzimbel oder Zimbelscharf (Zymbel-Scharf) oder Großzymbel. In Katalonien erhielten die ab 1540 gebauten Orgeln ein katalanisch simbals oder simbalete genanntes Zimbelregister. Ab etwa 1630 erscheint in Spanien die Bezeichnung cimbala für das Zimbelregister.
Der Zimbelstern ist ein Effektregister bei älteren oder historisch informiert gebauten neuen Orgeln. Er besteht aus einem sich im Kreis drehenden Glöckchenkranz, von dem er seinen Namen erhalten hat.

## Kirchenglocken
In der Campanologie (Glockenkunde) werden sehr kleine und tonhohe Kirchenglocken als Zimbeln bezeichnet. Die Zusammenstellung mehrerer Zimbelglocken bezeichnet man als Zimbelgeläut. Meistens sind Zimbelglocken in extrem schweren Rippen (Wandungsstärke) gegossen, besonders dann, wenn sie einen tontieferen Geläutesatz als Klangkrone ergänzen. Die damit erreichte dynamische Ausgewogenheit zwischen den großen Glocken und den Zimbelglocken nennt man Rippenprogression.